# Kenneth Edwards
Kenneth Edwards (n. 9 martie 1886, Chicago, Illinois, SUA – d. 21 decembrie 1952, Evanston, Illinois, SUA) a fost un jucător de golf ce a reprezentat Statele Unite ale Americii, medaliat olimpic. A participat la o ediție a Jocurilor Olimpice (1904) în care a câștigat o medalie de aur.

## Participări
Lista de mai jos prezintă principalele competiții la care a participat Kenneth Edwards de-a lungul carierei.
- golf at the 1904 Summer Olympics – men's team[*]